# Naitou Jiao
Naitou Jiao (chinesisch 摩天角 ‚Brustwarzenspitze‘) ist eine kliffumsäumte Landspitze aus glattem Fels an der Ingrid-Christensen-Küste des ostantarktischen Prinzessin-Elisabeth-Lands. Sie liegt im Nordosten der Lied Promontory in den Larsemann Hills und bildet die westliche Begrenzung der Einfahrt in den Nella-Fjord. Ihr nördlich vorgelagert liegt Twin Island.
Chinesische Wissenschaftler benannten sie 1993.